# لوغروسان
بلدية لوغروسان (بالإسبانية: Logrosán)‏، هي بلدية تقع في مقاطعة قصرش والتي تقع في منطقة إكستريمادورا، غرب إسبانيا.
يبلغ عدد سكانها 2.386 نسمة وفقاً لإحصائية سنة (2002).